# Quella strana fattoria
Quella strana fattoria (Monster Farm) è una serie televisiva a cartoni animati. In Italia viene trasmessa su Fox Kids e in chiaro su Italia 1. La proprietà della serie è passata alla Disney nel 2001, quando la Disney ha acquisito Fox Kids Worldwide, che include anche Saban Entertainment.

## Personaggi e doppiatori
- Jack - Diego Sabre
- Rex - Pietro Ubaldi
- Zotik - Mario Scarabelli
- Conte Cluckula - Marco Balzarotti
- Zombeef - Graziella Porta
- Jill Gates - Davide Garbolino
- Frankenswine - Patrizio Prata
- Dr. Wally - Gianluca Iacono
- Cowpatra - Cinzia Massironi
- Giudice - Riccardo Rovatti
- Jimmy Zotik - Davide Garbolino
- Carlton - Enrico Bertorelli
- Dio - Mario Zucca
- Heir - Riccardo Lombardo